# Sniace
Sniace (acrónimo de Sociedad Nacional Industrias Aplicación Celulosa Española) fue un grupo industrial químico ubicado en Torrelavega (Cantabria), España, que produjo celulosa, fibrana, lignosulfonatos, energía eléctrica y, hasta finales de 2005, poliamida.Contaba con una planta de cogeneración en la que se fabricaba electricidad para la fábrica, actualmente derruida. 

## Historia
Sniace, S.A. fue constituida el 1 de diciembre de 1939 con domicilio social en Madrid, sus instalaciones industriales y oficinas administrativas en Torrelavega (Cantabria) y una oficina de ventas en Barcelona.
La fábrica de viscosa comienza su producción en 1946 mientras que la fábrica de celulosa lo haría en 1950. Ambas son ampliadas hasta sus capacidades actuales en los años 1983 y 1984 respectivamente. La central térmica del grupo se pone en funcionamiento en 1985. En 1986 alcanza un acuerdo con el grupo noruego Borregaard para constituir la sociedad Lignotech Ibérica, especializada en la venta de lignosulfanatos para distintas aplicaciones y sectores. En mayo de 1989 se constituyó la sociedad Bosques de Cantabria (BOSCAN), con el objeto de que prestara sus servicios al patrimonio forestal de Sniace, entre los que se encuentran las labores de repoblación, conservación, mejoras, aprovechamientos, prevención y combate de incendios.
En 1996 se constituye Bosques 2000, empresa perteneciente a la división forestal del grupo, con el objetivo de crear un equipo de I+D en el campo de la genética y selvicultura forestal.
El Grupo Sniace comienza una actividad de diversificación hacia el sector de las energías renovables en el año 1999. Sus dos principales objetivos residen en la construcción de una planta de cogeneración que permita reducir tanto los costes energéticos del complejo industrial como la utilización del carbón como fuente térmica, y el desarrollo de un proyecto de producción de bioetanol en su recinto fabril en Torrelavega. En el año 2001 termina la construcción de una planta de cogeneración de 80 MWh. Planta que incrementaría hasta los 100 MWh la capacidad instalada del grupo y le permitiría vender a la red los excedentes energéticos.
En el año 2004, el Grupo Sniace decide abordar, a través de su filial Sniace Biofuels S.L., el proyecto de construcción y operación de una planta de bioetanol con una capacidad de producción de 100.000 t anuales en sus terrenos industriales de Torrelavega. En octubre de 2005 Sniace Biofuels adjudica al grupo Elecnor y al tecnólogo austriaco Vogelbusch la construcción de la planta de bioetanol de Torrelavega. La tramitación de los permisos necesarios para su construcción (Autorización Ambiental Integrada y Licencia de Obra, fundamentalmente) se inicia en febrero de 2006, habiéndose obtenido todos ellos de modo que, desde el punto de vista administrativo, la planta se encuentra actualmente en condiciones de ser construida.
En febrero de 2006, Green Source S.A. firma un acuerdo para la construcción de una planta de bioetanol en Polonia. La planta, con una capacidad de producción de 200.000 toneladas al año, es la de mayor tamaño que el Grupo desarrolla en Europa. En junio del año 2006 el Grupo, a través de su filial Green Source, que agrupa todos los proyectos de biocarburantes, alcanza un acuerdo con el Grupo Iberdrola y la empresa Ecoteo, que engloba a la Cooperativa Agraria Teo, para la construcción de una segunda planta de bioetanol en España con una capacidad de producción de 120.000 toneladas anuales.
En diciembre de 2007 Green Source Poland adjudicó la construcción de la planta de Kostrzryn (Polonia) al grupo TSK y al tecnólogo indio Praj Industries, dándose comienzo a la tramitación de los permisos necesarios para su construcción. 
En marzo de 2009, el Grupo Sniace firmó un acuerdo con la empresa norteamericana American Process a fin de desarrollar de forma conjunta un proyecto de I+D cuyo objetivo es la obtención de bioetanol lignocelulósico (de 2ª Generación) a partir de los compuestos de la madera empleados en Celltech, fábrica de celulosa del complejo industrial de Torrelavega.
Conforme notificación escrita del Gobierno de Cantabria, emitida el 18 de junio de 2010, la Comisión Técnica encargada de evaluar las ofertas presentadas al Concurso Eólico de la C.A. de Cantabria, aprobó por unanimidad proponer como adjudicatario de la Zona E (190 MW de potencia) al Consorcio integrado por Grupo Sniace, Banco Santander y la sociedad mercantil Helium. Actualmente, se está trabajando junto con los socios del consorcio en la consecución de los acuerdos necesarios para la promoción del proyecto.
En agosto de 2011, Green Source Poland recibe “notificación positiva” sobre la concesión del Permiso de Obra para la planta de bioetanol que proyecta construir en Polonia, superando así todos los hitos legales y administrativos para dar comienzo a la construcción de la misma.
Durante toda su existencia, la planta de Sniace de Torrelavega ha sido considerada como una de las empresas más contaminantes en España, afectando al estado del río Besaya mediante el vertido de metales y sustancias peligrosas y a la calidad del aire en el entorno de la ciudad. Fue acusada de un reiterado incumplimiento de sus obligaciones en la depuración de estos vertidos.

## Disolución
El 14 de febrero de 2020, Sniace hizo pública su solicitud de liquidación, poniendo fin así a 81 años de industria torrelaveguense. 
La liquidación se completó en julio de 2023 con la venta a las compañías Copsesa y RIC Energy del principal lote de terrenos donde se asentaba la fábrica. La iniciativa de ambas es la creación en ese suelo de una planta de hidrógeno verde y derivados.
El miércoles 23 de abril de 2025, sobre las 2 horas (pm) sucede un tiroteo en la zona de sniace llamada "Lilion", un enfrentamiento entre dos clanes por el robo de chatarra, 3 semanas atrás empezaron los ladrones a romper los muros para poder entrar a las instalaciones con sus vehículos y saquear los diversos metales como el hierro, cobre, acero, laton, aluminio.
La policía investigó los hechos, no dejo heridos.